# BWF Super Series
OBWF Super Series é uma série de torneios internacionais de badminton, o circuito foi criado em 14 de dezembro de 2006, como plano de globalização do badminton  É organizado pela Federação Internacional de Badminton (BWF).
A temporada da Super Séries envolve 12 torneios ao redor do globo, incluindo cinco torneios maiores chamados de Premier. Desde 2001, a Série é dividida em dois níveis: Super Series Premier e Super Series. As Super Series Premier são torneios maiores, com mais pontos no ranking e maior premiação . Os oito melhores em simples e duplas disputam a etapa final denominada Super Series Masters Finals ao final do ano.